# Куренёвский парк
Куренёвский парк (бывшее название — парк имени Фрунзе)— парк культуры и отдыха расположен в Подольском районе города Киева. Создан в 1960-х годах 20 столетия в ходе перепланировки территории Куренёвки после Куренёвской трагедии. Ранее тут был безымянный сквер. Общая площадь — 8,18 га.
Парк размещается в треугольнике, образованном улицами Кирилловской, Елены Телиги и проспектом Степана Бандеры. На пересечении проспекта Степана Бандеры и улицы Елены Телиги — бывший танцевальный павильон (концертный зал «Современник»), а теперь клуб Концерт-хол «FreeДом».
В 2000-х годах проведена реконструкция парка — обновлено покрытие дорожек, реконструированы зелёные насаждения, построена детская площадка.